# 奧斯特羅文斯科耶湖 (傑多維奇區)
57°29′52″N 29°39′56″E / 57.49778°N 29.66556°E
奧斯特羅文斯科耶湖（俄语：Островенское），是俄羅斯的湖泊，位於該國西北部，由普斯科夫州負責管轄，處於傑多維奇區，面積0.4平方公里，集水區面積6.18平方公里，平均水深4.8米，最大水深18米。